# Studio 100 Theater De Panne

Het Studio 100 Theater De Panne (voorheen Plopsa Theater en Proximus Theater) is een theaterzaal in het pretpark Plopsaland in De Panne. De zaal wordt niet enkel gebruikt voor de parkshows van het pretpark en voor externe shows zoals de voormalige Samson en Gert Kerstshow, maar ook voor optredens die niets met Studio 100 te maken hebben. Op 11 oktober 2019 werd de naam van het theater aangepast van Plopsa Theater naar Proximus Theater om, naar eigen zeggen, een neutralere naam te hebben voor externe concerten. In het voorjaar van 2024 werd beslist om de naam terug aan te passen naar wat oorspronkelijk het idee was, namelijk het Studio 100 Theater.

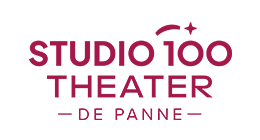
Logo vanaf naamsverandering

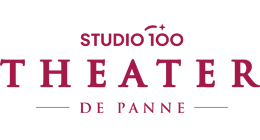
Logo na herfstvakantie 2024

Het gebouw grenst aan de westelijke zijde met het overdekte themapark Mayaland en aan de oostelijke zijde met waterpark Plopsaqua De Panne. De zaal wordt uitgebaat door Plopsa en biedt plaats aan 1.400 personen.

## Bouw
In december 2012 werd er begonnen met de bouw van het theater. De bouw duurde zo'n 5 maanden. De zaal werd geopend op 14 juli 2013 in bijzijn van 58 Vlaamse burgemeesters, Gert Verhulst, Hans Bourlon en een pak BV's.

## Story Walk of Fame
Aan de ingang van het Studio 100 Theater is de Story Walk of Fame gelegen, een concept sterk gelijkend op de gekende Hollywood Walk of Fame. De eerste ster werd op 4 november 2014 uitgereikt aan Will Tura, naar aanleiding van zijn optreden in het toenmalige Plopsa Theater. Ondertussen hebben artiesten als Gers Pardoel, Clouseau en Niels Destadsbader een ster onthuld op de Walk of Fame.  

## Gebruikers
Bekende gebruikers zijn (onder andere):
- Plopsaland Belgium (shows voor bezoekers)
- Samson en Marie Kerstshow
- MENT TV (tv-opnames zoals Vlaamse Top 10)
- VRT (tv-opnames zoals Sportgala)
- Miss België (verkiezing)

Afbeeldingen